# Mitshopo
 (mai 2022).
 (juillet 2014).
Le mitshopo (terme kiswahili) est un plat traditionnel à base de viande en sauce grillée, et notamment de tripes, de la République démocratique du Congo, de la Tanzanie et de la Zambie.

## Étymologie et historique
L'orthographe la plus couramment utilisée est celle de Mitshopo mais les orthographes Meatchopo et Mitchaupot sont aussi utilisées, il est ainsi difficile de trouver la bonne orthographe, la tradition linguistique kiswahili étant avant tout orale.
Le mitshopo aurait été inventé en 1902 par le pasteur irlandais Mitchell MacMelling alors en poste à la paroisse protestante de Kalémie alors appelée Albertville (d'après Albert Ier de Belgique). À l'époque, le plat était servi gratuitement le dimanche à la sortie du Temple aux fidèles en cours d'évangélisation. C'était un des seuls apports en protéines animales autres que celles du poisson pêché dans le lac Tanganyika et du fait de son goût prononcé, le plat eut un grand succès, et les gens vinrent à la messe uniquement pour pouvoir profiter de la viande. Le plat participa donc au succès de la christianisation de la ville. Avec le temps et le succès du plat, se créa un véritable engouement qui se répandit autour du lac Tanganyika et du lac Mwero.
D'après l'histoire non officielle, le pasteur Mitchelle MacMelling était régulièrement malade pour avoir consommé sa viande, le Tanganyika étant une zone endémique du choléra et des maladies hydriques et diarrhéiques, même à l'époque, il semble que le Pasteur devait alors se rendre aux toilettes, d'où le nom humoristique, demeuré à travers les âges, de Mitchaupot, donné par la population au plat.
Plus prosaïquement, il semble plus probable que le nom actuel de Mitshopo soit une déformation de Meat au pot (Meat signifiant viande en anglais), le plat étant cuit sur un brasero.
Aujourd'hui, une controverse existe au sein de la communauté de consommateurs, certains prétendant qu'un consommateur de mitshopo doit être appelé un mitshopeur quand d'autres préfèrent le terme de mitshopiste. Mitshoper est un verbe qui signifie manger du mitshopo ou aller dans un bar pour manger du mitshopo.

## Valeur nutritionnelle et inclusion dans l'économie locale
L'alimentation de base des populations urbaines et rurales des pourtours du lac Tanganyika et du lac Mwero se compose majoritairement de tubercules et de feuilles de manioc, de bananes, de haricots, de maïs et de riz. Les protéines animales sont uniquement apportées par les poissons pêchés, mais les tempêtes étant fréquentes (surtout sur le lac Tanganyika) pour les frêles embarcations locales, la navigation peut devenir impossible à certaines époques de l'année. Pour la population locale l'intérêt du mitshopo réside ainsi dans le fait d'être disponible toute l'année.
En République démocratique du Congo les communautés Banyamulenge présentes au nord de la province du Katanga et au Sud de la province du Sud-kivu, traditionnellement spécialisées dans l'élevage de bovins fournissent ainsi les abattoirs et donc indirectement les consommateurs. Très stigmatisées pour avoir prétendument été trop proches du Rwanda (dont elles sont originaires et dont elles parlent la langue, le kinyarwanda) lors de la Première Guerre du Congo entre les Forces armées zaïroises et l'AFDL soutenues par le Rwanda et lors de la Deuxième Guerre du Congo entre le Rassemblement congolais pour la Démocratie soutenu par le Rwanda et les forces loyales au Président Laurent-Désiré Kabila, les banyamulenge ont trouvé, avec le mitshopo un moyen de s'intégrer dans l'économie locale et d'y acquérir une place prépondérante, renforçant ainsi les liens entre les communautés.
Une véritable économie du mitshopo s'est développée, notamment autour des points de vente et de cuissons situés dans des bars et autres lieux de divertissement.

## Le mitshopo aujourd'hui et le travail des enfants
Aujourd'hui, notamment en Zambie et encore plus en République démocratique du Congo, les lieux de cuisson sont souvent tenus par des adolescents ou par des enfants. Le mitshopo s'accompagne aussi souvent d'œufs durs (plus rarement de pop-corn) eux aussi vendus par des enfants. Le mitshopo se trouve ainsi lié au problème du travail des enfants en Afrique et ce malgré la présence de nombreux acteurs humanitaires de la Protection de l'enfance tels que l'UNICEF.